# Associação Nacional de História
A Associação Nacional de História (ANPUH) é uma associação civil sem fins lucrativos que organiza e representa os historiadores do Brasil (professores e pesquisadores) e fomenta o estudo e o ensino de história. A ANPUH é associada à Sociedade Brasileira para o Progresso da Ciência na área de Ciências Humanas.

## História
Fundada em 19 de outubro de 1961 na cidade de Marília (São Paulo) como Associação Nacional dos Professores Universitários de História no âmbito dos profissionais ligados aos cursos de graduação e de pós-graduação em História, a instituição foi gradativamente ampliando sua base de associados, incorporando também professores dos ensinos fundamental e médio e, mais recentemente, profissionais atuantes nos arquivos públicos e privados e em instituições de patrimônio e memória espalhadas por todo o país.
A partir de 1993, a abertura da entidade ao conjunto dos profissionais ligados à área de história levou também à mudança do nome, que passou a se chamar Associação Nacional de História, preservando-se contudo o acrônimo que a identifica há mais de 40 anos.

## Atividades
A cada dois anos, a ANPUH realiza o Simpósio Nacional de História. No intervalo entre dois simpósios nacionais, as Seções Regionais organizam seus respectivos encontros estaduais.

## Publicações
A ANPUH também é responsável pelos periódicos Revista Brasileira de História e Revista História Hoje, esta dedicada à temática de História e Ensino.